# تشيتيل أندريه أوموت

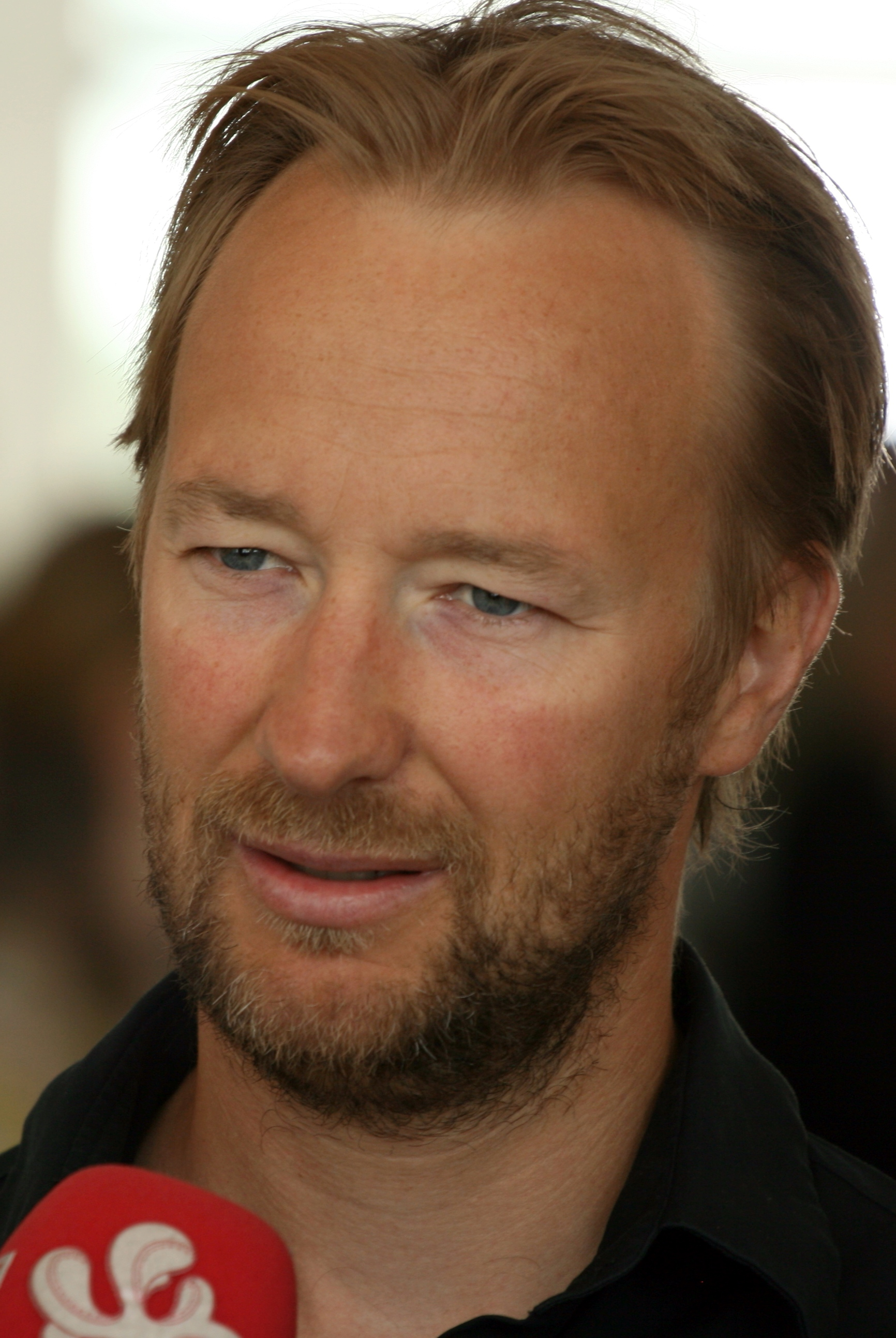
تشيتيل أندريه أوموت.

تشيتيل أندريه أوموت (Kjetil André Aamodt) هو لاعب أولمبي لرياضة التزلج على المنحدرات الجليدية من النرويج. شارك في الأولمبياد الشتوي في 1992–2006، وفاز بما مجموعه 8 ميداليات.

## الميداليات
| ذهب | فضة | برونز | المجموع |
| 4   | 2   | 2     | 8       |

## روابط خارجية
- تشيتيل أندريه أوموت على موقع IMDb (الإنجليزية)
- تشيتيل أندريه أوموت على موقع الموسوعة البريطانية (الإنجليزية)
- تشيتيل أندريه أوموت على موقع إن إن دي بي (الإنجليزية)
- تشيتيل أندريه أوموت على موقع قاعدة بيانات الفيلم (الإنجليزية)
- تشيتيل أندريه أوموت على موقع الاتحاد الدولي للتزلج (التزلج على المنحدرات الثلجية) (الإنجليزية)
- تشيتيل أندريه أوموت على موقع اللجنة الأولمبية الدولية (الإنجليزية)
- تشيتيل أندريه أوموت على موقع أوليمبيديا (الإنجليزية)
- تشيتيل أندريه أوموت على موقع اللجنة الأولمبية الصينية (الإنجليزية)